# Casa veșniciei
Casa veșniciei (engleză The House That Stood Still) este un roman științifico-fantastic de A. E. van Vogt, prima oară publicat în 1950. A mai fost publicat și sub titlurile The Mating Cry (1960, ediție revizuită) și The Undercover Aliens (1976). În România, a apărut la editura Vremea în 1993, în traducerea Dianei Stanciu.

## Povestea
Avocatul californian Allison Stephens este chemat de administratorul proprietăților Tannahill, Walter Peeley, să se ocupe de trecerea averii de la fostul proprietar, decedat de curând, la nepotul său. Stephens descoperă că în casă își are sediul un cult care urmează ritualuri ciudate. El se îndrăgostește de un membru al acestui cult, Mistra Lanett, dar curând își dă seama că femeia nu este ce pare a fi.
Pe lângă misterul reprezentat de femeie și de cult, Stephens se confruntă și cu asasinarea a doi dintre angajații domeniului Tannahill. Din acest moment el este implicat într-o serie de intrigi și investigații, în urma cărora că pe clădirea din piatră anterioară culturii toltece a fost construit un conac ale cărui radiații conferă nemurire celor care cunosc secretul clădirii. Membrii cultului care funcționează în secret în această casă se dovedește că au chiar și nave cosmice capabile să călătorească spre planeta Marte, locul pe care au construit o bază.  
Mistra îl pune la curent cu evenimentele trecute, avertizându-l despre iminența unui război atomic care i-a determinat pe majoritatea membrilor cultului să decidă transportarea pietrelor acestei clădirii pe Marte pentru a păstra în siguranță puterea lor față de emanațiile radioactive. Stephens mai află și că Tannahill-unchiul și Tannahill-nepotul sunt, de fapt, una și aceeași persoană. El încearcă să prevină războiul, împiedicând finalizarea unui complot pus la cale de doi dintre nemuritori.
În afara acestui demers, el se străduiește din greu să păstreze secretă taina casei față de opinia publică, tot mai interesată să dezlege misterele familiei Tannahill și, în final, reușește să o cucerească pe Mistra, alături de care rămâne.

## Opinii critice
Damon Knight și-a exprimat aprecierea față de roman, declarând: "În mod neobișnuit [pentru van Vogt], toate firele narative ale poveștii se leagă satisfăcător, iar suspansul este menținut la un nivel înalt." Criticul Groff Conklin a descris textul original ca "lecturabil", dar l-a criticat pentru superficialitatea "ideilor, imaginației [și] scopului." Forrest J Ackerman a apreciat că romanul "se îndepărtează considerabil" de operele anterioare ale lui van Vogt. Recenzorul celor de la New York Times, Fletcher Pratt a considerat Casa veșniciei drept "una dintre cele mai originale povești SF, dacă nu chiar una dintre cele mai solide", remarcând faptul că "este aproape imposibil să înțelegi exact ce se întâmplă."

## Lista personajelor
- Allison Stephens - avocat californian, ales să se ocupe de domeniul Tannahill
- Mistra Lanett - secretara lui Tannahill
- Arthur Tannahill / Newton Tannahill - proprietarul casei vechi de mii de ani
- Walter Peeley - avocat-șef și cel care se ocupă de proprietățile Tannahill
- Tezlacodanal - fostul proprietar al casei toltece
- Frank Howland - procuror districtual
- Bill Riggs - detectiv